# Romaine Brooks

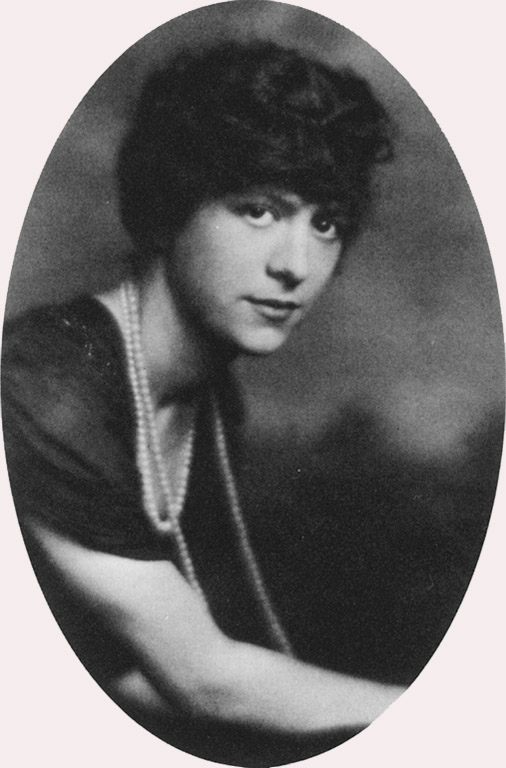
Romaine Brooks

Romaine Brooks, geboren Beatrice Romaine Goddard (Rome, 1 mei 1874 – Nice, 7 december 1970) was een Amerikaans kunstschilderes en beeldhouwster.

## Leven en werk
Beatrice Romaine Goddard werd als derde kind geboren in een welgestelde familie; haar vader verliet het gezin kort na haar geboorte. Ze bracht een groot deel van haar jeugd door op diverse Europese internaten. In 1902 overleed haar moeder en erfde ze een klein fortuin.
In 1903 huwde ze in Capri John Ellingham Brooks, een weinig succesvolle pianist in financiële problemen. Hij bleek homoseksueel te zijn; na een jaar verliet Brooks hem. Ze vestigde zich in Parijs en verkeerde in vooraanstaande kunstenaarskringen. Ze was vaak te gast in de populaire salon van Alice Pike Barney aan de Rue Victor Hugo waar schrijvers en kunstenaars vanuit de hele wereld bijeenkwamen, vaak vooraanstaande figuren uit de Franse literatuur, en met name ook Amerikaanse en Britse modernisten van de verloren generatie, zoals Ezra Pound. Veel van de gasten, waaronder Anna de Noailles en Ida Rubinstein, werden door haar geportretteerd, sommigen, zoals Gabriele d'Annunzio, werden levenslange vrienden.
Brooks schilderde vooral portretten, in een stijl die sterk werd beïnvloed door het estheticisme van James McNeill Whistler, soms ook door het symbolisme. Verder portretteerde ze veel aristocraten, maar ook "gewone mensen". Het meest bekend werd ze om haar portretten van vrouwen in androgyne, mannelijke kleding, vaak rokkostuums. Ook maakte ze zo diverse zelfportretten.
Brooks maakte ook regelmatig boekillustraties en diverse beeldhouwwerken.
Na haar kortstondige huwelijk toonde Brooks zich openlijk lesbisch, had van 1907 tot 1910 een verhouding met Winnaretta Singer en van 1911 tot 1914 met Ida Rubinstein. In 1915 leerde ze Natalie Clifford Barney kennen, met wie ze tot in de jaren zestig een relatie had.
Na een korte periode begin jaren dertig waarin ze zich overgaf aan een automatische manier van werken, nam de artistieke productie van Brooks sterk af. In haar laatste levensjaren kreeg ze psychische problemen, werd erg paranoïde, hetgeen uiteindelijk op hoge leeftijd nog tot een breuk met Natalie Barney leidde. Ze overleed in 1970, op 96-jarige leeftijd.